# Kursunjärvi
Kursunjärvi är en sjö i Finland. Den ligger i kommunen Salla i landskapet Lappland, i den norra delen av landet, 700 km norr om huvudstaden Helsingfors. Kursunjärvi ligger 168,8 meter över havet. Den är 7 meter djup. Arean är 87,4 hektar och strandlinjen är 6,49 kilometer lång. Sjön  ingår i Kemi älvs huvudavrinningsområde. 